# Mazerolles-du-Razès
Mazerolles-du-Razès è un comune francese di 177 abitanti situato nel dipartimento dell'Aude nella regione dell'Occitania.

## Società

### Evoluzione demografica
Abitanti censiti